# Ommata thoracica
Ommata thoracica là một loài bọ cánh cứng trong họ Cerambycidae.